# Biskra
Biskra (arabsky بسكرة) je město v Alžírsku. Je hlavním městem stejnojmenného vilájetu a žije v něm okolo 300 000 obyvatel. Nachází se 400 km jihovýchodně od hlavního města Alžíru a je nazýváno „branou Sahary“.
Město bylo ve starověku známé jako Vescera, později ho ovládali Hafsidé a Osmanská říše, v roce 1844 zde byla zřízena francouzská pevnost Fort Saint-Germain. Biskra je významnou dopravní křižovatkou, je známá produkcí datlí, fíků a granátových jablek i termálními prameny.
V Biskře pobýval v letech 1893 až 1894 André Gide, který sem zasadil děj svého románu Imoralista.

## Partnerská města
- Maubeuge
- Tourcoing
- Dauhá